# ياسويوكي كاتاوكا
ياسويوكي كاتاوكا (باليابانية: 片岡易之؛ بالكانا: かたおか やすゆき) هو لاعب كرة قاعدة ياباني، ولد في 17 فبراير 1983 في هاناميغاوا-كو في اليابان.

## وصلات خارجية
- ياسويوكي كاتاوكا على موقع الدوري الياباني لكرة القاعدة (الإنجليزية)
- ياسويوكي كاتاوكا على موقعبيزبول رفرنس.كوم (الدوري الثانوي) (الإنجليزية)